# Нильссон, Тор
Тор Фольке Рене Нильссон (швед. Tor Folke René Nilsson ; 20 марта 1919, Лунд, Швеция — 13 апреля 1989, Лунд, Швеция) — шведский борец греко-римского стиля, серебряный призёр Олимпийских игр, двукратный чемпион Швеции (1947, 1949)  

## Биография
Начал заниматься борьбой в подростковом возрасте, но возможный расцвет борца пришёлся на военные годы, в которые не проводились международные соревнования. 
В 1947 году завоевал звание чемпиона Швеции. 
На Летних Олимпийских играх 1948 года в Лондоне боролся в тяжёлом весе (свыше 87 килограммов) По регламенту турнира борец получал в схватках штрафные баллы. Набравший 5 штрафных баллов спортсмен выбывал из турнира. Титул оспаривали 9 борцов.
После четвёртого круга остался в числе трёх борцов на втором месте (проиграв Ахмету Киреччи во втором круге), в финальном круге участия не принимал. В зависимости от исхода встречи между Киреччи и итальянцем Фантони, мог получить и золотую медаль — в случае чистой или со счётом 3-0 победы Фантони. В случае победы Фантони со счётом 2-1 или при любой победе Киреччи, оставался на втором месте. Киреччи победил Фантони с счётом 3-0, и Нильссон получил серебряную медаль олимпийских игр. 
| Выступление на Олимпийских играх 1948 года | Выступление на Олимпийских играх 1948 года | Выступление на Олимпийских играх 1948 года | Выступление на Олимпийских играх 1948 года | Выступление на Олимпийских играх 1948 года | Выступление на Олимпийских играх 1948 года | Выступление на Олимпийских играх 1948 года |
| Круг                                       | Соперник                                   | Страна                                     | Результат                                  | Баллы                                      | Всего баллов                               | Время схватки                              |
| ------------------------------------------ | ------------------------------------------ | ------------------------------------------ | ------------------------------------------ | ------------------------------------------ | ------------------------------------------ | ------------------------------------------ |
| 1                                          | Лен Пиддук                                 | Великобритания                             | Победа Туше                                | 0                                          | -1                                         | 4:41                                       |
| 2                                          | Ахмет Киреччи                              | Турция                                     | Поражение Туше                             | -3                                         | -3                                         | 15:48                                      |
| 3                                          | Морис Индербитцин                          | Швейцария                                  | Победа Туше                                | 0                                          | -3                                         | 2:54                                       |
| 4                                          | Гвидо Фантони                              | Италия                                     | Победа Туше                                | 0                                          | -3                                         | 13:12                                      |
| Финал                                      |                                            |                                            |                                            | 0                                          | -3                                         |                                            |

Умер в 1989 году.